# ブラショヴ・フィルハーモニー管弦楽団
ブラショヴ・フィルハーモニー管弦楽団 (ルーマニア語: Filarmonica Brașov) は、ルーマニアのブラショヴに本拠を置くルーマニアのオーケストラ。

## 沿革
1878年に作曲家・指揮者アントン・ブランダーの下で、ブラショヴ・フィルハーモニー協会の第1回コンサートが行われて発足した。
第二次世界大戦の困難な時期を経て、指揮者のディヌ・ニクレスクが楽団を再編・再構築し、現在のブラショヴ・フィルハーモニー管弦楽団の基礎を築いた。

1973年から1986年まで指揮を執ったイラリオン＝イオネスク・ガラツィは、国際指揮者コンクールと国際室内楽フェスティバルを創設し、交響楽と室内楽両方の国際的認知への道を切り開いた。
1991年の革命直後に困窮したブラショヴ・フィルの支援に尽力した曽我大介と共に、2017年に来日公演を行った。

2020年にイオアン・ドラゴシュ・ディミトリウが指揮者に就任し、オーケストラの規模を拡大し、幅広い交響曲プログラムに取り組み、2022年にはイギリスへ演奏旅行を行った。

2024年には、ベルリンで開催されたイヴェントで、曽我大介指揮によりベートヴェンの交響曲第9番を演奏した。